# El imperio de los sentidos
El imperio de los sentidos (愛のコリーダ Ai no Korîda?, lit. Lidia de amor; en francés: L'Empire des sens) es una película franco-japonesa del año 1976 dirigida por Nagisa Ōshima. El filme narra, de manera sexualmente explícita, un hecho real ocurrido en la década de 1930 en Japón.
La película generó una gran controversia internacional en su estreno. En España también generó críticas durante sus pases en festivales cinematográficos o en televisión. Aunque la intención de Ōshima fue darle una distribución comercial muy amplia la inclusión de escenas de sexo explícito entre los actores principales (Tatsuya Fuji y Eiko Matsuda) causaron su censura que, al menos en Japón, sigue vigente dado que la película se exhibe con escenas cortadas.

## Sinopsis
Ambientada en Tokio durante 1936. Sada Abe (Matsuda) es una ex prostituta que trabaja como parte del servicio de un hotel. Allí conocerá al propietario del hotel, Kichizo Ishida, quien está casado con el ama y es muy activo sexualmente. Ambos se hacen amantes de una manera tan intensa que buscan experimentar tanto en lo sexual como en el consumo de bebidas alcohólicas y en muchas otras autocomplacencias. Paulatinamente la pasión mutua que sienten hacen que el sexo sea el único elemento importante de sus vidas. Las ansias de la mujer por poseer a su hombre parecen inagotables y crecen cada día más hasta llegar a confundir el placer con el dolor.

## Reparto
- Tatsuya Fuji - Kichizo Ishida
- Eiko Matsuda - Sada Abe
- Aoi Nakajima - Toku
- Yasuko Matsui - Gerente de Tagawa Inn
- Meika Seri - Matsuko
- Kanae Kobayashi - Anciana Geisha Kikuryû
- Taiji Tonoyama - Mendigo
- Kyôji Kokonoe - Profesor Ômiya
- Naomi Shiraishi - Geisha Yaeji
- Komikichi Hori - Geisha Mitsuwa
- Kikuhei Matsunoya - Hôkan el bufón
- Akiko Koyama - Geisha Mansaki
- Yuriko Azuma - Geisha Mitsuwa
- Rei Minami - Geisha Mitsuwa
- Machiko Aoki - Doncella Mitsuwa
- Mariko Abe - Kinu
- Kyôko Okada - Joven Geisha Hangyoku
- Kiyomi Yasuda - Geisha Mitsuwa
- Hiroko Fuji - O-Tsune
- Tômi Mitsuboshi - Chieko
- Kimiko Ishii
- Katsue Tamiyama - Doncella gorda Mansaki
- Hitomi Fukuhara - Chica con el paraguas

## Producción

### Título
El título original en japonés, Ai no korîda, nos remite a las fuentes intelectuales que influyeron sobre Nagisa Oshima en esa época – en particular los escritores franceses Michel Leiris y Georges Bataille. Su traducción en francés, L'Empire des sens (El imperio de los sentidos), es una ironía derivada de la del libro L'Empire des signes (El imperio de los signos, Roland Barthes, 1970) obra que muestra la confrontación desde una perspectiva occidental sobre la importancia que se le otorgan a los símbolos en Japón.
La preposición "In" del título en inglés (In the Realm of the Senses) se generó a partir de un error en la traducción. La persona encargada de diseñar los materiales en inglés para la película asumió que la palabra "in" ("dans"), que aparecía en el material de la producción en francés, no se refería a los actores que aparecían en la película, sino que formaba parte del propio título. El nombre conservó esa equivocación, y los títulos que se han utilizado para este filme en otros idiomas han hecho del error una tradición.

### Temas
La película no analiza en profundidad la condición de Abe como personaje del folklore japonés (otra película, del género rosa, pink film, en inglés, dirigida por Noboru Tanaka, A Woman Called Sada Abe, que en español podría traducirse como Una mujer llamada Sada Abe, explora este tema más directamente), y se centra, más bien, en las relaciones de poder entre los personajes femenino y masculino. Muchos críticos han escrito que la película es también una exploración de los rasgos mórbidos del erotismo en la cultura japonesa y de su obsesión por la muerte. Oshima ha sido criticado por usar escenas de sexo explícito para atrapar la atención del público, pero el director afirma que esa característica, el sexo explícito, es precisamente uno de los elementos centrales del diseño de la película.

## Recepción
Las estrictas leyes de censura en Japón no habrían permitido la finalización de la producción de la película, considerando la postura estética del director. Para superar estas dificultades, la producción se registró oficialmente como francesa, y el material filmado terminaría por ser procesado y editado en Francia. En su estreno en Japón (y en todas las ediciones generadas a partir de entonces), las escenas sexuales se han censurado.
Inicialmente la película se prohibió en su estreno en el Festival de Cine de Nueva York de 1976, pero tiempo después comenzó a exhibirse en los Estados Unidos sin cortes, algo muy similar a lo que ocurriría en Alemania. Como dato anecdótico, cuando fue estrenada en Estados Unidos, la venta de huevos se incrementó inesperadamente. La película no apareció en video casero hasta el año 1990.
Por razones relacionadas con las normas de exhibición locales, se han eliminado distintas partes de la película en cada país. Por ejemplo, el Comité Británico de Clasificación de Películas le asignó un certificado "18" (apropiada sólo para adultos) y dejó intactas todas las escenas sexuales, pero ordenó que se modificara (para que no se viera) una escena en la que se ve que se castiga a un prepúber golpeándole el pene. Sin embargo, el filme se distribuyó sin modificación alguna en Francia, en los Estados Unidos (incluido el actual DVD, por Fox Lorber Films), en los Países Bajos y en muchos otros lugares. En cambio, hasta septiembre del 2007 aún estaba prohibida en su totalidad en la República de Irlanda.
En Canadá, cuando se presentó ante los comités cinematográficos en la década de 1970, la película se rechazó en todas las jurisdicciones, con excepción de Quebec. Hacia 1991 comenzaron a autorizarla algunas provincias y a otorgarle un certificado. Sin embargo, las Provincias Marítimas rechazaron la película nuevamente debido a que las normas de la década de 1970 (Comité de Clasificación de Películas de las Provincias Marítimas) seguían en vigor.

## Influencias
La película ha generado grandes debates acerca de temas como BDSM. Temas similares se presentan en The House of Correction (La casa de la corrección), novela de Bernard J. Taylor en la que la única forma que encuentra un abogado de demostrar su amor y mitigar los celos obsesivos de la mujer a la que ama consiste en sacrificar su hombría por ella. La película se menciona en el texto de la novela.